# Delvinë (stad)
Delvinë ([dɛlvin(ɘ)]; bepaalde vorm: Delvina; Grieks: Δέλβινο, Delvino) is een stad (bashki) in het zuiden van Albanië. De stad telt 7600 inwoners (2011) ligt in de prefectuur Vlorë en is de zesde kleinste stad (bashki) van het land.

## Bestuurlijke indeling
Administratieve componenten (njësitë administrative përbërëse) na de gemeentelijke herinrichting van 2015 (inwoners tijdens de census 2011 tussen haakjes):
Delvinë (5754) • Vergo (1844).
De stad wordt verder ingedeeld in 18 plaatsen: Bajkaj, Bamatat, Blerimas, Delvinë, Fushë Vërri, Kakodhiq, Kalasë, Kopaçez, Lefterhor, Qafë Dardhë, Rusan, Senicë, Sopot, Stjar, Tatzat, Vanë, Vergo, Vllahat.

## Bevolking
Volgens de volkstelling van 2011 telt de gemeente Delvinë 7.598 inwoners. Dat is een daling vergeleken met het jaar 2001 toen er nog 8.803 mensen woonden in Delvinë. De meeste inwoners zijn etnische Albanezen en kleine minderheden behoren tot de Griekse minderheid in Albanië of tot de etnische Aroemenen.
Van de 7.598 inwoners zijn er 1.478 tussen de 0 en 14 jaar oud, 4.913 inwoners zijn tussen de 15 en 64 jaar oud en 1.189 inwoners zijn 65 jaar of ouder.
In 2017 werden er 69 kinderen geboren, terwijl er 92 mensen stierven. De natuurlijke bevolkingsgroei is negatief en bedraagt -23 mensen.

#### Religie
De islam is de grootste religie in Delvinë: moslims vormen iets meer dan de helft van de bevolking. Minderheden zijn christen of bektashi. 
| Religieuze samenstelling in de stad (bashki) Delvinë | Religieuze samenstelling in de stad (bashki) Delvinë | Religieuze samenstelling in de stad (bashki) Delvinë | Religieuze samenstelling in de stad (bashki) Delvinë | Religieuze samenstelling in de stad (bashki) Delvinë | Religieuze samenstelling in de stad (bashki) Delvinë |
| Deelgemeente                                         | Aantal inwoners (census 2011)                        | Islam (%)                                            | Katholieke Kerk in Albanië (%)                       | Albanees-Orthodoxe Kerk (%)                          | Bektashi (%)                                         |
| ---------------------------------------------------- | ---------------------------------------------------- | ---------------------------------------------------- | ---------------------------------------------------- | ---------------------------------------------------- | ---------------------------------------------------- |
| Delvinë                                              | 5.754                                                | 53,14 procent                                        | 2,38 procent                                         | 6,60 procent                                         | 1,23 procent                                         |
| Vergo                                                | 1.844                                                | 52,71 procent                                        | 1,14 procent                                         | 2,39 procent                                         | 16,11 procent                                        |
| Delvinë                                              | 7.598                                                | 53,04 procent                                        | 2,08 procent                                         | 5,58 procent                                         | 4,84 procent                                         |

## Bezienswaardigheden
In Delvinë bevinden zich zowel een moskee, de Rusanmoskee, als een orthodoxe kerk. Het Byzantijnse Kasteel van Delvinë is tegen een steile rots aan gebouwd.
In de omgeving van de stad zijn vooral de antieke site Phoinike bij Finiq, de aan Nicolaas van Myra gewijde Byzantijnse Sint-Niklaaskerk te Mesopotam en de azuurblauwe karstbron Syri i Kaltër ('het blauwe oog') bezienswaardig.

## Sport
De voetbalclub KS Delvina werd opgericht in 1918 komt uit in de zuidelijke groep van de Kategoria e Dytë, de derde klasse in het Albanese voetbal. De thuisbasis van het team is het Fusha Sportive Delvinë, dat plaats biedt aan 2500 toeschouwers.

## Geboren
- Serafim II van Constantinopel (eind 17e eeuw-1781/'82), patriarch van Constantinopel
- Sulejman Delvina (1884-1932), premier
- Sabri Godo (1929-2011), schrijver, cineast, journalist en politicus
- Limoz Dizdari (1942), componist
- Laert Vasili (1974), filmacteur
- Avni bej Delvina, politicus

Belsh · Berat · Bulqizë · Cërrik · Delvinë · Devoll · Dibër · Dimal · Divjakë · Dropull · Durrës · Elbasan · Fier · Finiq · Fushë-Arrëz · Gjirokastër · Gramsh · Has · Himarë · Kamëz · Kavajë · Këlcyrë · Klos · Kolonjë · Konispol · Korçë · Krujë · Kuçovë  · Kukës · Kurbin · Lezhë · Libohovë · Librazhd · Lushnjë · Malësi e Madhe · Maliq · Mallakastër · Mat · Memaliaj · Mirditë · Patos · Peqin  · Përmet · Pogradec · Poliçan · Prrenjas · Pukë · Pustec · Roskovec · Rrogozhinë · Sarandë · Selenicë · Shijak · Shkodër · Skrapar · Tepelenë · Tirana · Tropojë · Vau i Dejës · Vlorë · Vorë

Deelgemeenten · Gemeenten · Prefecturen